# جیم تلنت
جیم تلنت (به انگلیسی: Jim Talent) سناتور سابق عضو حزب جمهوری‌خواه ایالات متحده آمریکا بود. وی در سال ۲۰۰۲ تا ۲۰۰۷ میلادی سناتور ایالت میزوری در سنای ایالات متحده آمریکا بود.